# 福坊主
福坊主（ふくぼうず）は、1915年（大正4年）に山形県西田川郡京田村（現在の鶴岡市）の工藤吉郎兵衛によって育成されたイネ（稲）の品種。「のめり」と「寿」の交配によって育成された。一般の農家によって育成された日本で最初の人工交配品種の一つとされる。

## 品種特性
熟期は、育成段階では中生とされていたが、晩生。芒はなく、収量性は多収。強稈かつ短稈で耐倒伏性が強く、いもち病抵抗性も強く、栽培しやすい。多肥栽培に向く。
やや大粒だが、食味は「亀の尾」や「陸羽132号」に比べると劣る。

## 歴史

### 育成
庄内地方に近代的な農法が伝わり乾田化と金肥使用が進むと、従来栽培していた品種では倒伏やいもち病が多発し、これらに強い新たな品種が求められるようになった。土壌改良や農事改良に熱心に取り組んでいた工藤吉郎兵衛は、各地の品種を取り寄せて試したが、なかなか思うような品種に出会えなかったため、自ら育種を手掛けるようになった。1904年（明治37年）には「愛国」の中から早熟な穂を選び、多収・良質な株を選抜淘汰して、1908年（明治41年）から1909年（明治42年）に「敷島」を育成している。
1904年（明治37年）に大阪府にある農事試験場畿内支場で日本国内初の人工交配育種が行われるようになると、工藤は、わざわざ出向いて人工交配育種法を学んだ。1915年（大正4年）、工藤は、在来品種「のめり」に、工藤自身が育成した「寿」を交配。系統選抜を重ねて「福坊主」を育成、1919年（大正8年）頃に命名した。これは、工藤が同じ交配で育成した「京錦」とともに、農商務省の農事試験場ではなく、一般の農家によって生み出された日本で最初の人工交配品種の一つとされる。
なお、工藤はこれらのほかにも、「鶴の糯」「京錦3号」「酒の華」「京ノ華」など、生涯で30以上の品種を育成している。

### 普及
1929年（昭和4年）から1955年（昭和30年）までの間、「福坊主」が岩手県と山形県で、「福坊主1号」が宮城県で、それぞれ奨励品種となった。福島県でも1932年（昭和7年）から1953年（昭和28年）まで、「福坊主1号」が奨励品種となっている。このほか、新潟県でも栽培され、1939年（昭和14年）の全国の作付面積は、最大の69,099haとなった。また、朝鮮や満州でも栽培された。この時期、全国的には「陸羽132号」の人気が高かったが、東北地方では「福坊主」の独壇場であった。

## 評価
耐倒伏性・耐病性に優れ、多収の「福坊主」は、農家に歓迎された。年による収量の差が少なかったことから、気象安定性も強かったと考えられている。また、強稈かつ穂重型で稈長であるため、藁加工にも向いていた。宮城県では、1931年（昭和6年）から1952年（昭和27年）まで、22年間にわたって品種別の作付面積で首位であった。
鶴岡市立京田小学校の向かいに、「工藤吉郎兵衛翁頌徳碑」がある。建立は1941年（昭和16年）で、工藤の存命中に建てられたものである。碑文には「今試シニ本県下ノ実際二徴センカ翁ノ創選スル所ノ福坊主最モ多ク作付反別実二弐万五千余町歩二及ヒ全稲田ノ四分ノ一二達スル」と刻まれている。

## 関連品種

### 純系選抜種
- 「福坊主1号」[11]
- 「福坊主10号」[11]

### 子品種
- 「福坊主2号」 - 「森多早生」との交配[4][15]
- 「福坊主3号」 - 「丹芒」との交配[4][15]
- 「京錦3号」 - 「森多早生」との交配[15]
- 「京錦4号」 - 「森多早生」との交配[15]
- 「明星」 - 「双葉」との交配[13]